# Georg Tillmann

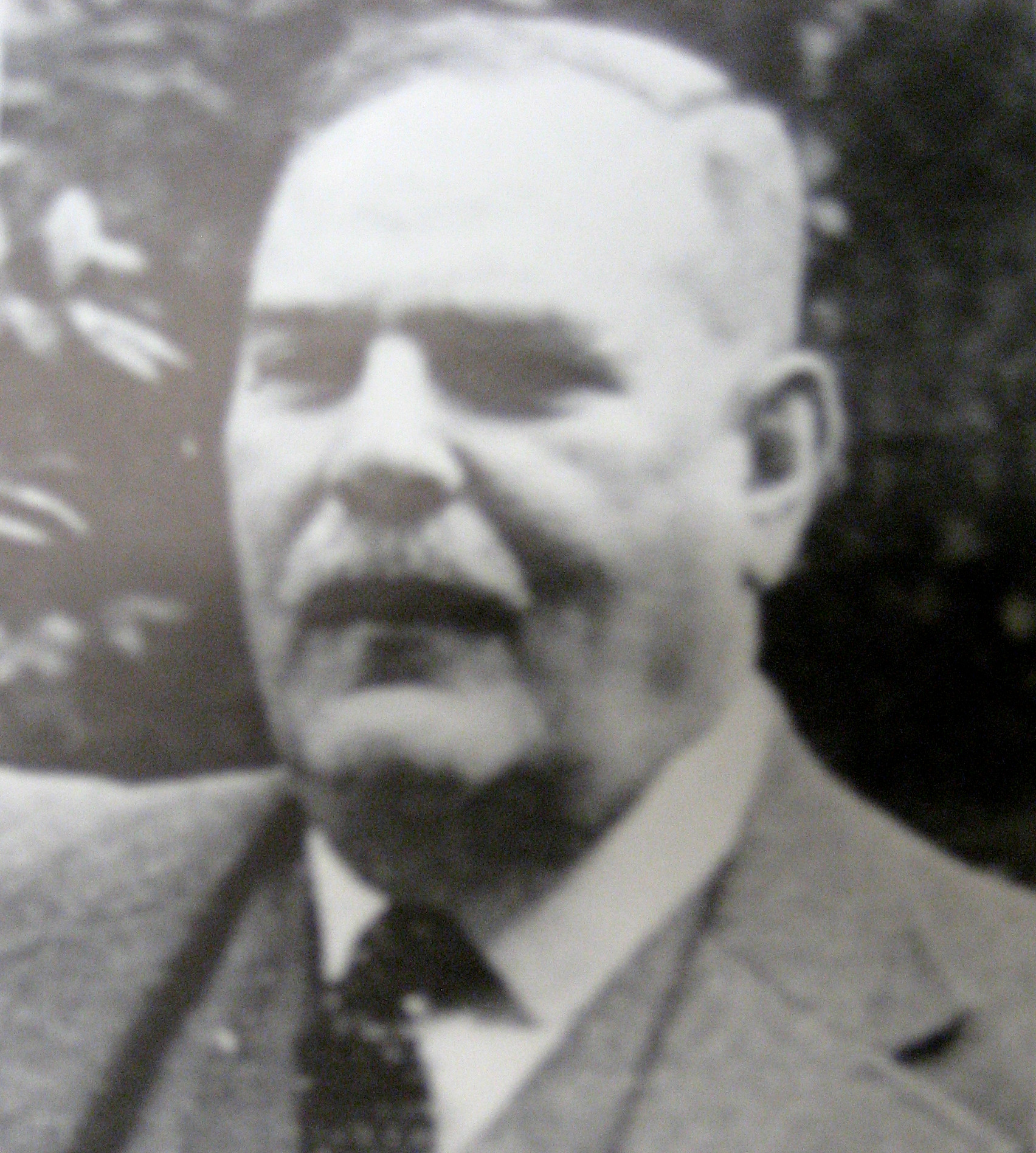
Georg Tillmann in 1940

Georg Tillmann (Hamburg, 1 februari 1882 - New York, 1 november 1941)   was een Duitse bankier van Joodse komaf die, verontrust door de politieke ontwikkelingen en het groeiende antisemitisme in zijn land, zich in 1932 vestigde in Amsterdam, Prinsengracht 905. Tillmann was een fervent verzamelaar van kostbaar antiek, vooral Europees porselein, maar eenmaal in Nederland raakte hij in de ban van de Indonesische kunst. De aanzet daartoe werd gegeven toen zijn vrouw hem een aantal krissen cadeau gaf, die zij in Amsterdam vlak bij hun woonhuis had gekocht.  

## Verzamelwijze
In 1933 kreeg C.M.A. Groenevelt van de zeer vermogende Tillmann de opdracht 'in het veld' voor hem te gaan verzamelen en hij vertrok naar Nederlands-Indië met aanvankelijk een all-in budget van fl. 10.000,- per maand dat later teruggebracht zou worden tot fl.3000,- per maand. Groenevelt zou vele jaren in Nederlands-Indië blijven en de door hem verworven objecten opsturen naar Tillmann, vooral vele kostbare weefsels waar de bankier een voorkeur voor bleek te hebben. Tillmann zelf reisde niet, maar kocht tegelijkertijd objecten bij de kunsthandel en op veilingen, waarbij hij zich niet beperkte tot stukken uit Indonesië. Tevens legde hij contacten met etnografische musea waarmee hij collectiestukken kon ruilen. Uiteindelijk was zijn collectie zo gegroeid dat Tillmann extra ruimte nodig had. Daartoe huurde hij een pand aan de Kerkstraat dat aan zijn tuin grensde. Via een aangebrachte deur in zijn tuinhuis kon hij zich gemakkelijk toegang verschaffen tot dit huis, waar het grootste deel van zijn collectie enigszins museaal was uitgestald. Behalve verzamelaar was Tillmann ook een verdienstelijk onderzoeker van zijn eigen collectiestukken; tussen 1936 en 1940 verschenen van zijn hand negen kleine artikelen in de tijdschriften Maandblad voor Beeldende Kunsten en Cultureel Indië, waarvan zeven over Indonesische weefsels.

## Tweede Wereldoorlog
Om de naderende oorlog voor te zijn vertrok Tillmann met zijn familie in 1939 naar Engeland met de bedoeling later naar Nederland terug te keren. Zijn kostbare collectie kon hij onderbrengen bij het Koloniaal Museum, waar de objecten werden 'verstopt' in de omvangrijke eigen museumcollectie. De collectie overleefde de oorlog, zonder te zijn opgemerkt door de Duitse bezetter. Tillmann, die met bloedend hart alles in Amsterdam had achtergelaten, zou zijn kostbaarheden niet meer terugzien. Hij stierf in New York, waar de familie zich niet lang voor zijn dood had gevestigd.

## Collectie Tropenmuseum

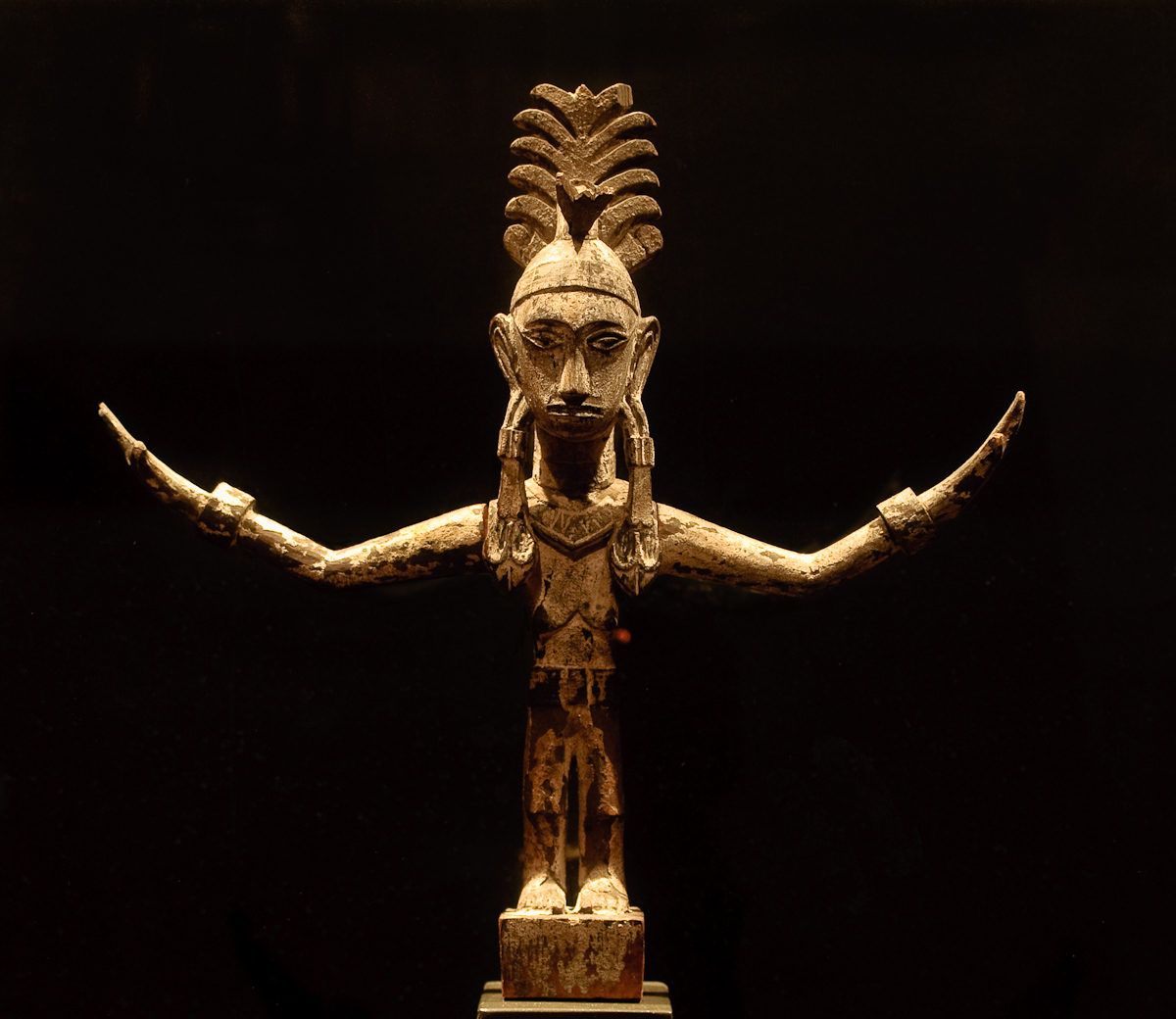
1772-3. Danseres van Zuid-Nias

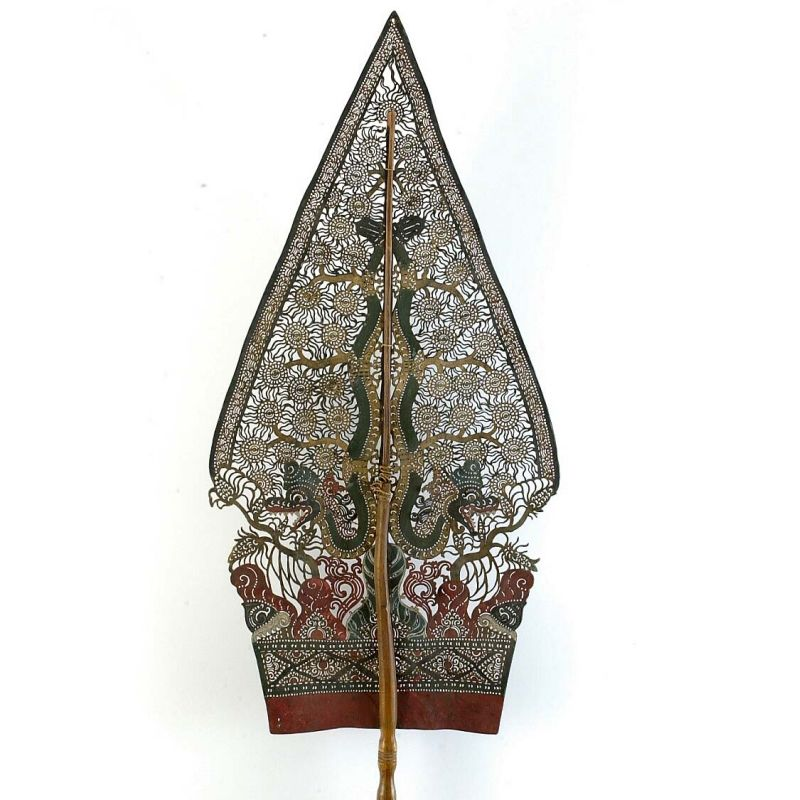
Door Tillmann verzameld object. Tropenmuseum 1772-562

Als dank voor de dienstverlening tijdens de oorlogsjaren gaf de familie in 1946 de Tillmann-collectie, die nog steeds in Amsterdam was, als een langdurig bruikleen aan het museum voor studiedoeleinden en expositie. Vanaf die tijd is een aanvang genomen met de uitgebreide documentatie van de objecten, die inmiddels vele malen tentoongesteld en gepubliceerd zijn in binnen- en buitenland. In 1994 besloot zijn zoon Dr. Wolf Tillman de  collectie te schenken aan het Tropenmuseum, onder voorwaarde dat er een speciale tentoonstelling aan zou worden gewijd met een begeleidende publicatie. Tevens diende de verzameling compleet en bij elkaar te blijven. De tijdelijke tentoonstelling en het gelijknamige boek kwamen er in 1996: A Passion for Indonesian Art; The George Tillmann Collection at the Tropenmuseum in Amsterdam.
Met de schenking van de ruim 2000 Tillmann-stukken verwierf het Tropenmuseum een van zijn belangrijkste verzamelingen. Veel objecten van Tillmann zijn dan ook permanent tentoongesteld. 